# Neobisium distinctum
Neobisium distinctum es una especie de arácnido del orden Pseudoscorpionida de la familia Neobisiidae.

## Distribución geográfica
Se encuentra en los territorios que antes se llamaban Yugoslavia y en Italia.